# A Espera
A Espera é um  filme de curta-metragem brasileiro de 1986 escrito e dirigido por Luiz Fernando Carvalho e Maurício Farias. Baseado no livro Fragmentos de um Discurso Amoroso de Roland Barthes, o curta recebeu prêmios como Melhor Curta-Metragem, Melhor Atriz (Marieta Severo) e Melhor Fotografia (Walter Carvalho) no 13º Festival de Gramado; Melhor Curta-Metragem (Concha de Oro) no Festival Internacional de Cinema de San Sebastián (Espanha); e o Prêmio Especial do Júri do Festival de Ste Therèse (Canadá).

## Enredo
A Espera aborda a angústia e ansiedade do apaixonado que aguarda a chegada de sua amada. Num restaurante, a narradora registra as várias possibilidades daquela espera (a mulher atrasa, chega muito tarde, não comparece ao encontro), enquanto ela mesma, a narradora, espera ansiosamente por alguém. André (Diogo Vilela) tem um encontro com Silvia (Malu Mader), sua amada. O cenário é um bar. Na hora certa, ele chega e se põe a esperar… As diversas possibilidades que envolvem a espera de André são apresentadas por uma narradora (Marieta Severo). Dotada de poderes mágicos, em meio aos frequentadores do bar, ela faz com que Silvia demore, chegue, atrase, chegue muito tarde, ou não compareça ao encontro. E assim, em cada um destes estágios, André será levado a sensações incontroláveis.

## Elenco
- Diogo Vilela .... André
- Malu Mader .... Silvia
- Marieta Severo .... narradora [3]
- Felipe Martins, Gilles Gwizdek, Karen Acioly e Marise Farias

## Detalhes da produção
O curta foi rodado em apenas oito dias no restaurante Assyrius, no Theatro Municipal do Rio de Janeiro. O argumento foi escrito por Luiz Fernando Carvalho após a leitura do livro Fragmentos de um Discurso Amoroso, de Roland Barthes – especialmente sobre o capítulo referente à Espera. Então estreante no cinema, o jovem diretor de 22 anos escreveu o argumento durante uma única madrugada. Desenvolveu o roteiro com Maurício Farias, com o qual dividiu a direção do curta.

## Prêmios
O roteiro ganhou o prêmio de fomento aos Curta-Metragens da Embrafilme. O curta-metragem recebeu os seguintes prêmios: Melhor Curta-Metragem, Melhor Atriz (Marieta Severo) e Melhor Fotografia (Walter Carvalho) no 13º Festival de Gramado;  Melhor Curta-Metragem (Concha de Oro) no Festival Internacional de Cinema de San Sebastián (Espanha); e o Prêmio Especial do Júri do Festival de Ste Therèse (Canadá).